# Михаил (Кучмяк)
Михаил Илькович Кучмяк (укр. Михаїл Ількович Кучмяк, англ. Michael Kuchmiak; 5 февраля 1923, село Обертин, Польская Республика — 26 августа 2008, Саскатун, Канада) — епископ Украинской грекокатолической церкви, апостольский экзарх Великобритании с 24 июня 1989 года по 5 апреля 2002 год, член монашеской конгрегации редемптористов.

## Биография
Михаил Кучмяк родился 5 февраля 1923 года в городе Обертин (ныне Ивано-Франковская область).
Во время Второй мировой войны семья Михаила Кучмяка эмигрировала в Европу.
C 1945 по 1946 год Михаил Кучмяк обучался в папской украинской семинарии святого Иосафата в Риме, потом вместе с семьёй переехал в Канаду, где вступил в монашескую конгрегацию редемптористов. 3 октября 1948 года принёс временные обеты.
15 февраля 1956 года епископом Торонтским Исидором Борецким рукоположён в сан диакона, а 13 мая 1956 года был им же — в священника, после чего служил в украинских грекокатолических приходах в Канаде и США.
27 февраля 1988 года Римский папа Иоанн Павел II назначил Михаила Кучмяка титулярным епископом Агатополя и помощником филадельфийской митрополии. 27 апреля 1988 года состоялось рукоположение Михаила Кучмяка в епископа, которое совершил митрополит филадельфийский Стефан Сулык в сослужении с архиепископом виннипегским Максимом Германюком и епископом епархии святого Николая в Чикаго Иннокентием Лотоцким.
24 июня 1989 года он был назначен апостольским экзархом Великобритании.
5 апреля 2002 года Михаил Кучмяк вышел на пенсию. Скончался 26 августа 2008 года в Саскатуне.